# Свен Яблонскі
Свен Яблонскі (нім. Sven Jablonski, 13 квітня 1990) — німецький футбольний арбітр.

## Кар'єра
Яблонскі є арбітром з 2003 року. З 2008 року він судив ігри в Оберлізі, а також у Юніорській Бундеслізі A і B. З сезону 2009/10 Яблонскі працював на іграх регіональних ліг, а в сезоні 2011/12 піднявся до третього дивізіону.
Його першою грою на професійному рівні став матч третього дивізіону "Аален" — «Веен» 13 серпня 2011 року.
Через три роки Яблонскі був призначений арбітром другого дивізіону на сезон 2014/15, і він відсудив свою першу гру 4 березня матчем «Франкфурт» проти «РБ Лейпциг».
У сезоні 2017/18 Яблонський був обраний Німецьким футбольним союзом одним із чотирьох нових арбітрів Бундесліги. Першою грою у вищій німецькій лізі як головний арбітр провів між «Баєром» (Леверкузен) і «Фрайбургом» 17 вересня 2017 року.
1 січня 2022 року став арбітром ФІФА.

## Особисте життя
Батько Свена Яблонскі Йорг також був арбітром.